# Царскоселски лицей
Царскоселският лицей (на руски: Царскосельский лицей) е средно училище в Царское село, Русия, функционирало от 1811 до 1843 година.
Лицеят е създаден през 1811 година от император Александър I като елитно средно училище. Разположен е в преустроена спомагателна сграда на Екатерининския дворец. В него учат известни личности, като Александър Пушкин, Александър Горчаков, Фьодор Матюшкин, Николай Хаников, Пьотър Чихачов, Александър Ган, Антон Делвиг, Вилхелм Кюхелбекер. През 1843 година училището е преместено в Санкт Петербург и е преименувано на Александровски лицей.